# Ramón Nonato Pérez
Ramón Nonato Pérez fue un militar mulato colombiano héroe de la independencia de su país.

## Biografía
Nacido en 1778, Trinidad del Casanare,actual  Colombia. Se educó en la parroquia local y vivió como un llanero trabajando en la vida de campo hasta enrolarse en las filas patriotas. Como comandante venció en Guasdualito a José Antonio Yáñez el 4 de diciembre de 1812. Francisco Olmedilla organizó un regimiento de caballería, con escuadrones comandados por Ramón Nonato Pérez, Juan Galea y José Antonio Páez. El 29 de enero de 1815, como capitán de escuadrón, recuperaba Guasdalito. El 18 de febrero venció a una compañía de caballería enemiga en río Lipa y le hizo huir a El Cravo. Posteriormente se dedicó a enfrentar en Casanare a las fuerzas de ocupación del brigadier Miguel de la Torre. Ya coronel, desalojaba al realista Carlos María Ortega de Fundación de Upia (21 de febrero de 1817), emboscaba en el caserío de Sácama al destacamento allí apostado (16 de abril) y asaltaba Salina de Chita (11 de mayo). Junto a Galea y Juan Nepomuceno Moreno se adueñan de la región pero sus rivalidades por quién debía mandar les impide sacar más partido a sus victorias.
Después de estos éxitos, el virrey Juan de Sámano envió una columna dirigida por Carlos Tolra para reforzar la guarnición de Medina, pero éste decidió retirarse de vuelta a Santafé de Bogotá sin luchar ni perseguir al enemigo. Ayuda durante la Campaña Libertadora de Nueva Granada con reclutas y guías casaneros, y lucha en el combate de Paya. Murió en 1819 por las heridas que le causó un caballo.